# デマント
デマント（デンマーク語: Demant A/S）は、オーティコンやバーナフォンなどの補聴器ブランドや、聴覚診断装置など医用検査機器の製造販売を行うデンマークの多国籍企業。

## 概要
デンマーク首都地域のスメーロム（Smørum）に本社を置き、世界30カ国以上に現地法人を持ち130カ国以上でビジネスを展開している。補聴器業界ではスイスのソノヴァに次いで世界第二位で市場シェアは20.16%を占める。
パーパス（企業理念）は「Life-changing hearing health（聴覚ヘルスを通じて人々の人生を大きく変えていく）」。
ナスダック・コペンハーゲン上場企業（Nasdaq Nordic DEMANT）でOMXコペンハーゲン20の構成銘柄の一つでもあり、デンマークの聴覚三傑の一角に評される。日本法人はデマント・ジャパン株式会社。

## 特徴
デマントは次の二つの点で世界唯一の企業である。
- 慈善財団が所有する聴覚ヘルスケア企業であること。慈善財団であるウィリアム・デマント財団（デンマーク語: William Demant Fonden）が、100%持株会社であるウィリアム・デマント・インベスト（William Demant Invest A/S）を通じて所有している[6][7]。
- 補聴器から人工内耳、診断装置、聴覚ヘルスケア、オーディオソリューションまで聴覚ケアにおける全ての分野をカバーしていること[8][9]。

デマントグループ共通の価値観

## 沿革
聴覚障害を持つ妻を助けることに情熱を注いでいたハンス・ヨルゲン・デマントは、デンマーク生まれのイギリス王妃であるアレクサンドラ・オブ・デンマークが1902年の戴冠式で補聴器を着用していたことを知った後、1904年にオーティコンを設立、アメリカのメーカーであるGeneral Acoustic Companyと契約し同社の補聴器の輸入販売をオーデンセで始めた。1910年のハンスの死後は、息子のウィリアム・デマントが会社を引き継ぎ、1923年に会社をコペンハーゲン近郊に移転し、補聴器のライセンス生産を開始した。第二次世界大戦はアメリカからの輸入を途絶させ苦境に陥ったが、戦後はアメリカの補聴器メーカーCharles Lehmanとデンマークで合弁事業を行うなど復調し、1957年にデマント家が保有していた株式をオーティコン財団に譲渡、1968年に経営幹部がデマント家以外となった。
その後はスイスやノルウェーに現地法人を設立、また1973年にスコットランドに工場を新設するなど海外進出を進め、1977年にデンマークに聴覚学の研究施設であるエリクスホルム研究センター（Eriksholm Research Centre）を設立した。1983年には持株会社のオーティコン・ホールディングを設立した。1995年1月、スイスの同業バーナフォンを買収し傘下におさめ、同年5月に株式上場企業となり、1997年に企業名をウィリアム・デマント・ホールディングに改め、2000年に聴覚検査機器メーカーのインターアコースティクスを買収し傘下に加えた。2008年にイギリスの聴覚検査機器メーカーのAmplivoxを、続いて2009年にアメリカの聴覚検査機器メーカーのGrason Stadler Inc.を、2015年にはフランスの大手補聴器ディーラーのAudikaを買収した。2019年に企業名をウィリアム・デマント・ホールディングから現社名に改めた。
2020年、フィリップスとライセンス契約を締結し、フィリップスブランドの補聴器の販売を開始した。2022年にアジア太平洋地域最大の補聴器ディーラーである中華人民共和国の声望（SWTL）の株式を段階的に買収し傘下におさめ、2024年8月にはデンマークの聴覚クリニックチェーンのDansk HøreCenterを同業のGNから買収し、デンマークの補聴器小売市場で第2位に浮上した。

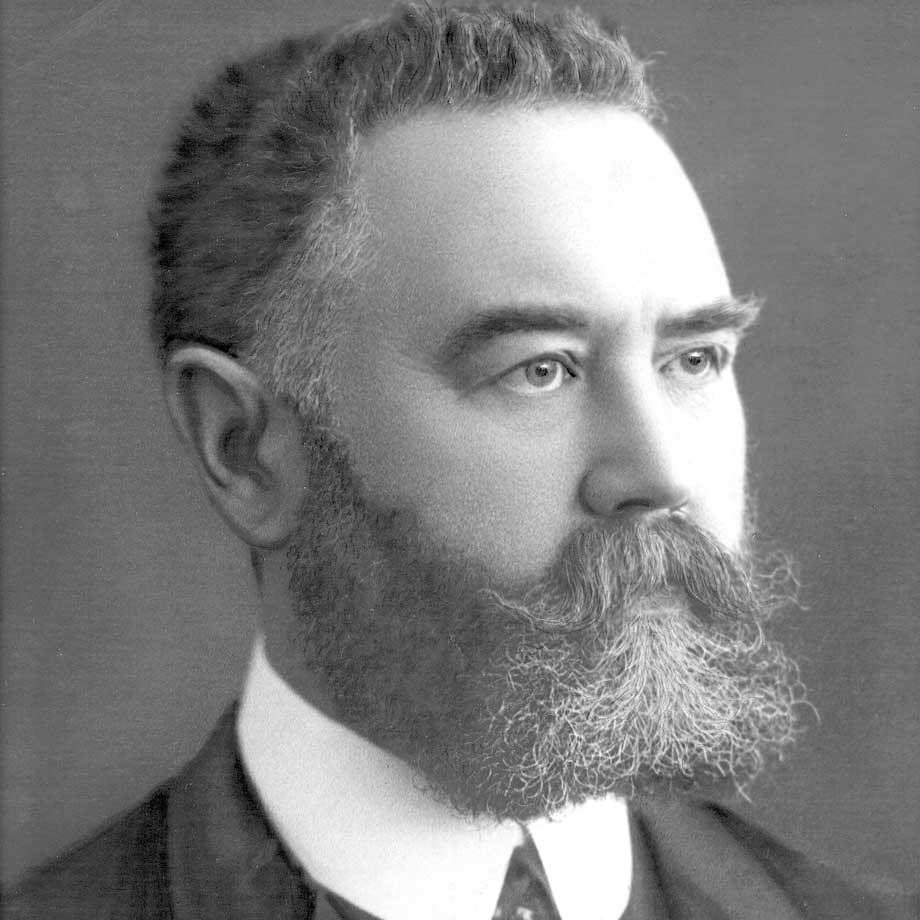
ハンス・ヨルゲン・デマント

## 事業展開
現在、同社は3つの事業部門（ヒアリングヘルスケア）に注力している。

デマントの事業部門と各ブランド

### 補聴器事業
- オーティコン（Oticon）
- バーナフォン（Bernafon）
- ソニックイノベーションズ（Sonic Innovations）
- オーティコンメディカル（Oticon Medical）- 埋め込み型骨導補聴器
- フィリップスヒアリングソリューションズ（PHILIPS）

### 聴覚ケア・補聴器リテール事業
- オーディカ（Audika）- オーストラリア、ドイツ、デンマーク、フランス、ハンガリー、イタリア、ニュージーランド、ポーランド、スペイン、スウェーデン、スイス、ベルギー、日本
- ヒアリングライフ（HearingLife）- カナダ、アメリカ
- ヒドゥンヒアリング（Hidden Hearing）- アイルランド、北アイルランド、イギリス
- ヒアリングパートナーズ（Hearing Partners）- マレーシア、シンガポール
- アコースティカメディカ（Acoustica Medica）- ギリシャ、ポルトガル
- テレックス（Telex）- ブラジル
- ヴァン・ボクステル（Van Boxtel）- ルクセンブルク
- メドトン・ハディム（Medton-hedim）- イスラエル
- イディス（idis）- トルコ
- 声望听力（SWTL）- 中華人民共和国

### 聴覚診断装置事業
- メイコダイアグノスティクス（MAICO）
- インターアコースティクス（Interacoustics）
- アンプリボックス（Amplivox）
- メドレックス（MedRx）
- グラソンシュタドラー（gsi）

### パーソナルコミュニケーション事業
- イーポス（EPOS）- 旧ゼンハイザー・コミュニケーションズ
- フォニックイヤー（Phonic Ear）

事業別売上高構成比率は、補聴器事業が45%、聴覚ケア事業が44%、診断装置事業が11%となっている。地域別では、北米とヨーロッパが各41%、アジアが10%となっている。

## 研究所
- エリクスホルム研究センター（デンマーク）- オーディオロジーの基礎・応用研究施設。物理学、音響学、生理学、聴能学や工学に至るまで幅広い分野の研究員と大学や民間企業の研究者との国際的協力により研究が行なわれている[20]。本社の研究開発部門で行われている製品ベースの研究とは独立して基礎研究と応用研究の組み合わせを促進するために、本社から地理的に離れたスネガスティーン（Snekkersten）に研究部門を設立した[21]。

## 日本におけるデマント
日本では、デマント・ジャパン株式会社（Demant Japan K.K.）が日本法人として神奈川県川崎市幸区にオフィスを置き、デマント傘下の各ブランド製品の製造販売を行っている。国内グループ企業にEPOS Japan株式会社、ダイアテックジャパン株式会社、Audika株式会社（それぞれ親会社が同じである兄弟会社）がある。

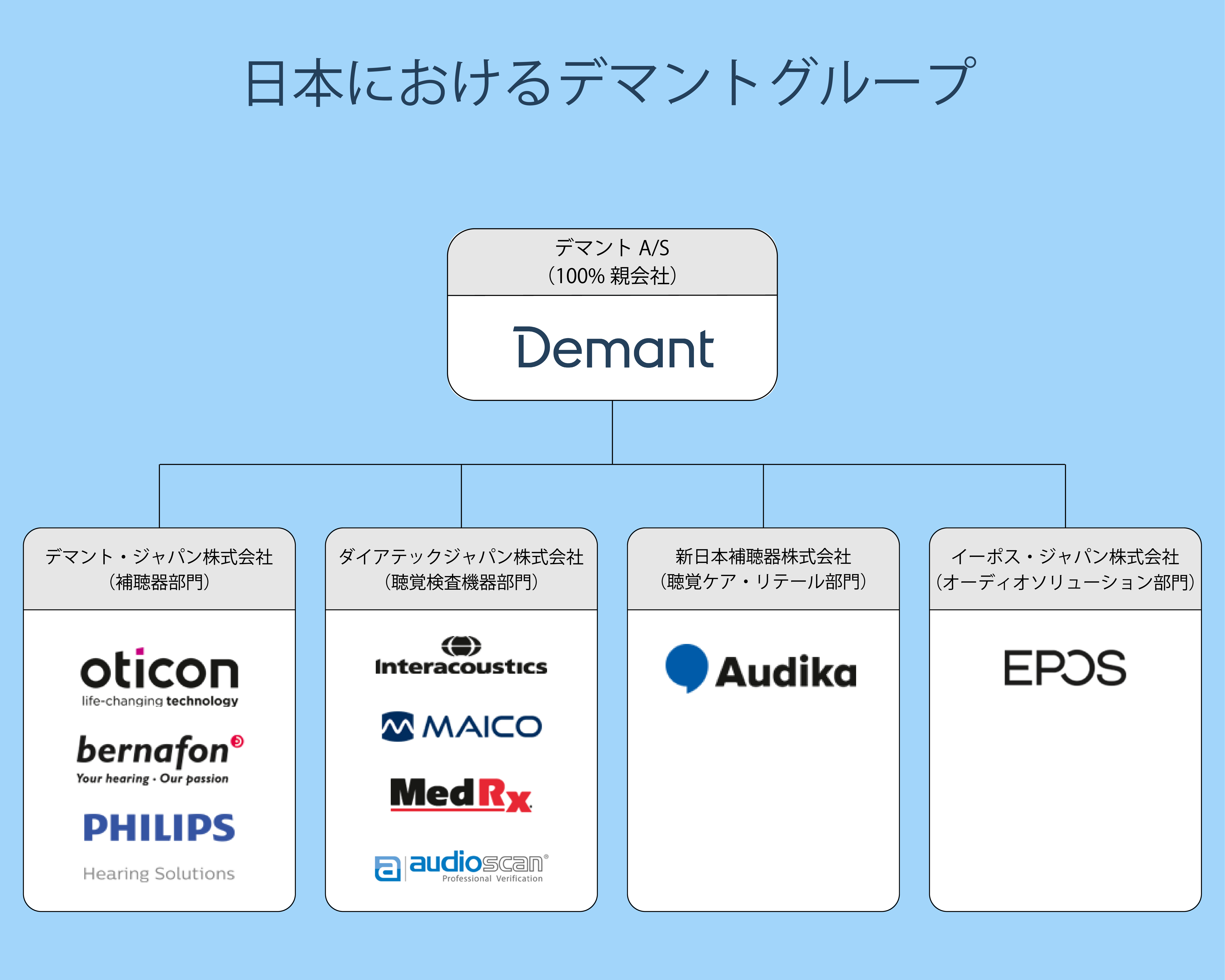
日本におけるデマントグループ